# Comuna Tîhîi, Velîkîi Bereznîi
Tîhîi (în ucraineană Тихий) este o comună în raionul Velîkîi Bereznîi, regiunea Transcarpatia, Ucraina, formată din satele Husnîi, Suhîi și Tîhîi (reședința).

## Demografie
Componența lingvistică a comunei Tîhîi
     Ucraineană (99,87%)
     Alte limbi (0,13%)
Conform recensământului din 2001, majoritatea populației comunei Tîhîi era vorbitoare de ucraineană (99,87%), existând în minoritate și vorbitori de alte limbi.